# Остров Врангеля (Архангельская область)
О́стров Вра́нгеля — остров в составе архипелага Новая Земля. Административно расположен в Архангельской области России. Находится у выхода из губы Крестовой острова Северный, омываясь таким образом Баренцевым морем.
Высшая точка — 28 метров. Берега обрывистые, скалистые, лишь на северо-востоке и юго-западе имеются несильно вдающиеся заливы с пологими берегами. У побережья множество скал, окружающих остров по всему периметру. Местность равнинная. Имеется несколько малых озёр, крупнейшее из которых в ширину около 10 метров. Также имеются несколько ручьёв.
В северо-западной части находится вышка.
Второй по отдалённости остров — Шельбаха.
Открыт и назван в августе 1822 года Фёдором Петровичем Литке в честь мореплавателя Фердинанда Петровича Врангеля.

## Топографические карты
- Лист карты S-40-XIII,XIV разв. Крестовая Губа. Масштаб: 1 : 200 000. Указать дату выпуска/состояния местности.